# فرانك بيلتر
فرانك بيلتر (بالإنجليزية: Frank Beltre)‏ هو لاعب كرة قدم أمريكية أمريكي، ولد في 28 يناير 1990 في ازوا في جمهورية الدومينيكان.

## وصلات خارجية
- فرانك بيلتر على موقع مرجع كرة القدم المحترفة.كوم (الإنجليزية)